# Domenicus van Tol

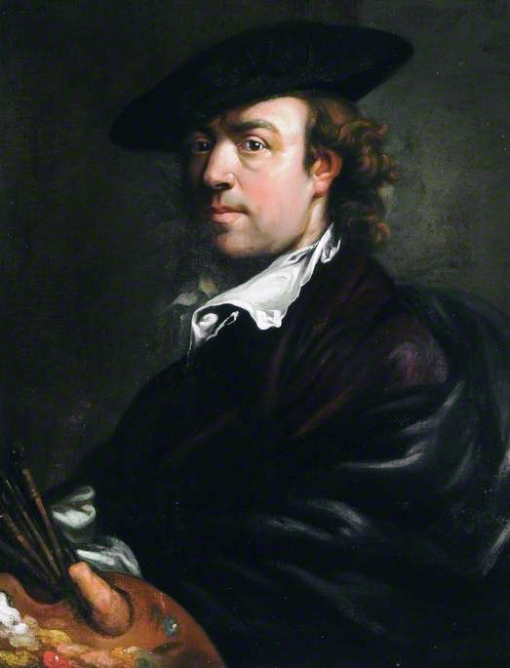
Autorretrato (1660 -1670). Óleo sobre lienzo. 72,4 x 55 cm.

Domenicus van Tol (también conocido como Dominicus van Tol) (hacia 1635–1676) fue un pintor del Siglo de Oro neerlandés. Estaba especializado en pinturas y retratos de género. 

## Biografía
Van Tol nació en Bodegraven (Holanda Meridional). Era sobrino, alumno y seguidor de Gerrit Dou y se cuenta entre el círculo de los pintores conocidos como Fijnschilders (literalmente "pintores finos"), también llamados Leidse Fijnschilders ('pintores finos de Leiden'), un grupo de artistas holandeses que desde aproximadamente 1630 hasta 1710 se esforzaron por crear en sus meticulosas obras una reproducción de la realidad lo más natural posible, a menudo a pequeña escala. Trabajó en el estilo y temática de su maestro y copió varias de sus obras. Integró elementos del trabajo de Dou (y de otros 'pintores finos' de Leiden) en sus propios trabajos, como la representación de figuras bajo un arco de piedra en forma de nicho y la aplicación de la técnica del claroscuro. Era tan experto en esto que a veces su trabajo se confundía con el de Dou, y sus obras a menudo se comparan con las de su tío. Su técnica fue considerada por algunos incluso superior a la del extremadamente preciso Dou.
En 1664 se convirtió en miembro del Gremio de San Lucas de Leiden, y en 1670 se casó y se mudó a Utrecht. De 1672 a 1675 el matrimonio permaneció en Ámsterdam y tuvieron un hijo, Simon Petrus van Tol, que se convertiría en ministro. Luego regresaron a Leiden. Van Tol murió al año siguiente y fue enterrado el 26 de diciembre de 1676.  

## Galería

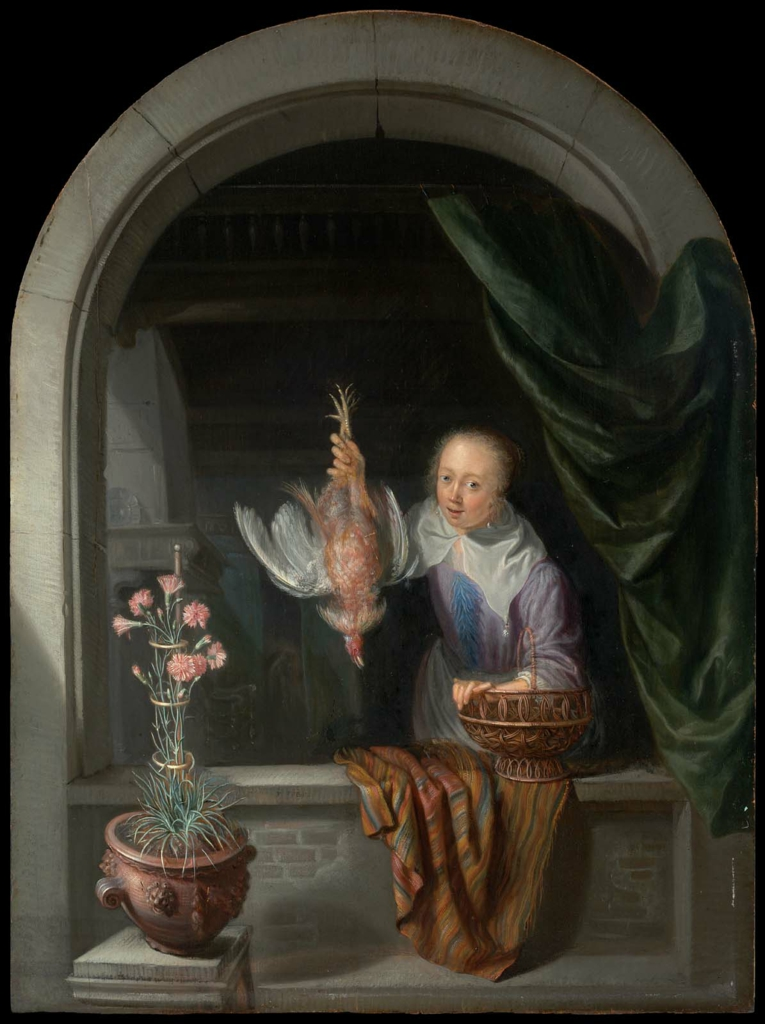
Mujer en una ventana, sosteniendo un ave muerta, Museo de Bellas Artes de Boston
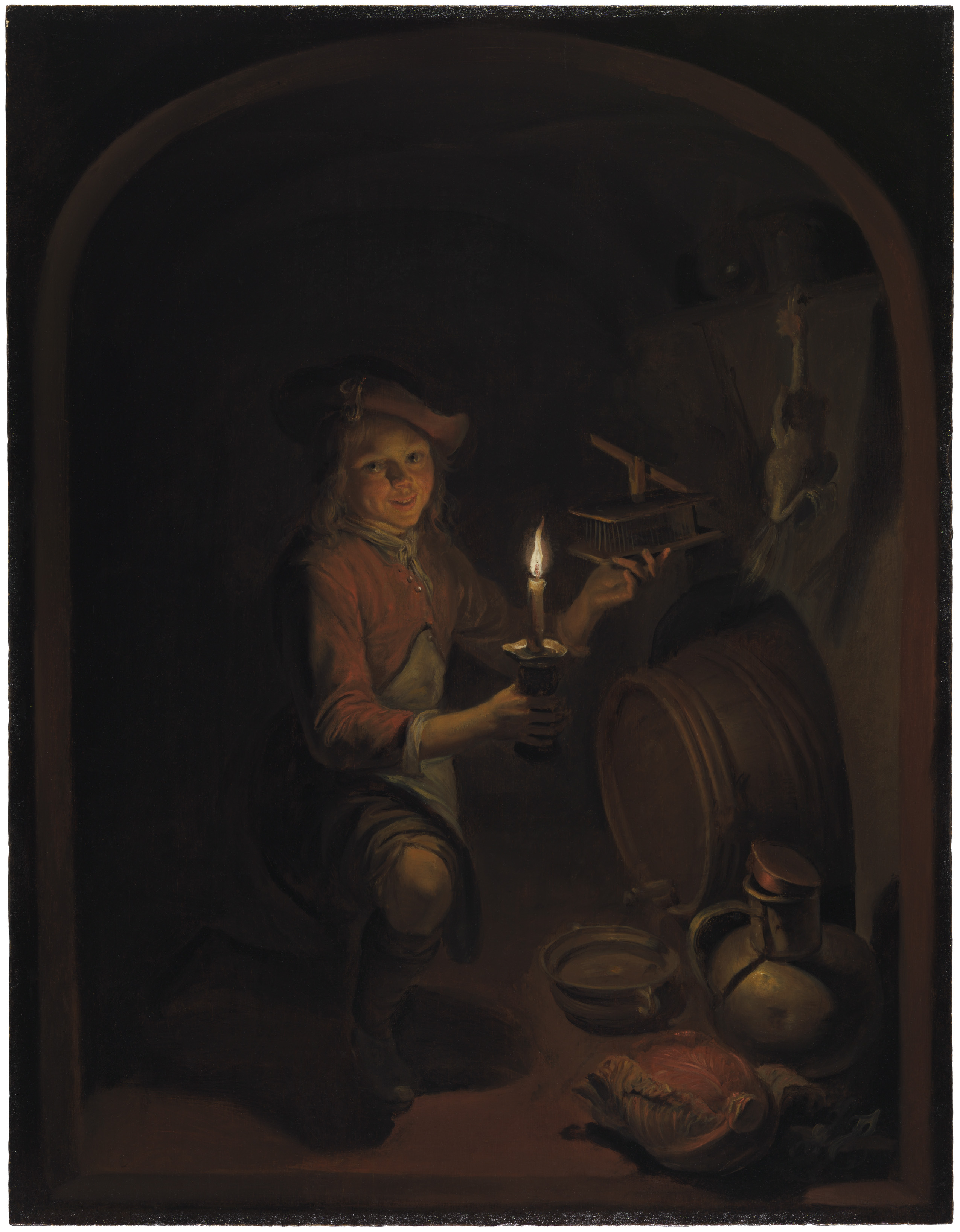
Niño con una ratonera a la luz de una vela, colección privada (Leiden)
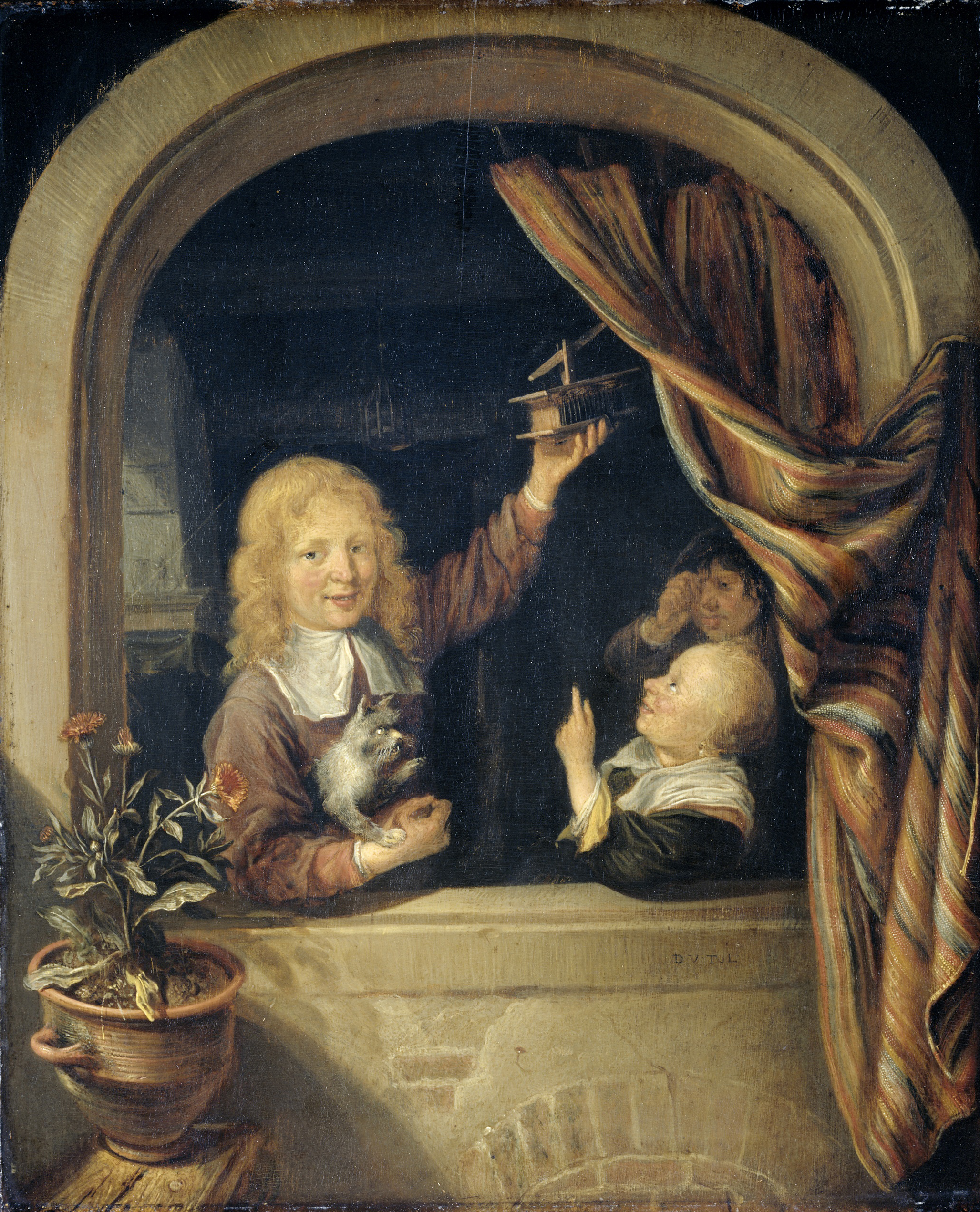
Niños con una ratonera, Rijksmuseum (Ámsterdam)
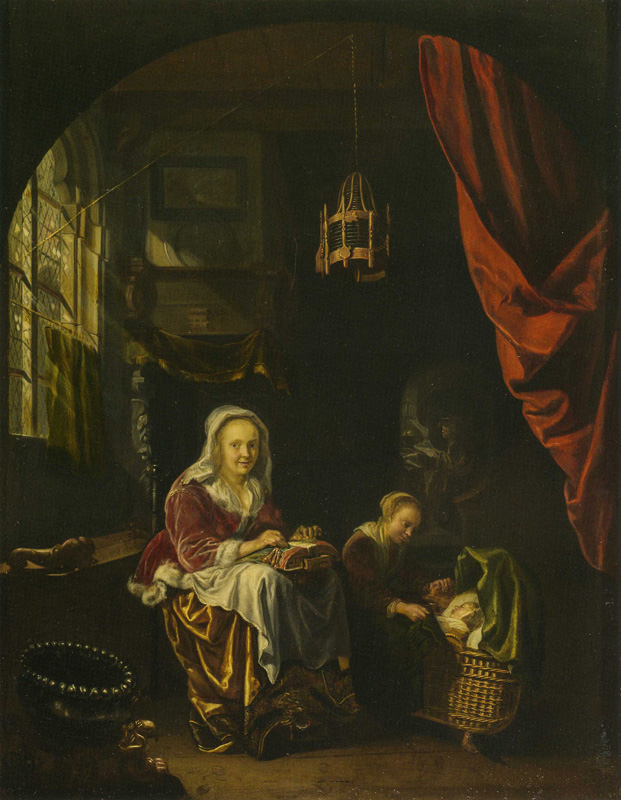
Encajera, Museo del Hermitage (San Petersburgo)